# Généralité de Metz
1552–1790
(473 ans)
Entités précédentes :
- Création

Entités suivantes :
- Moselle
- Meurthe-et-Moselle
- Meuse
- Vosges

Hors la période précédant la Révolution, la généralité de Metz se composait généralement de onze subdélégations ou bailliages.
À la veille de la Révolution, la généralité de Metz comprenait :
- les Trois-Évêchés ;
- le Luxembourg français ;
- la principauté de Sedan.

## La généralité d’après les Règlements du 7 février, 15 mars, 6 avril 1789 (États généraux)

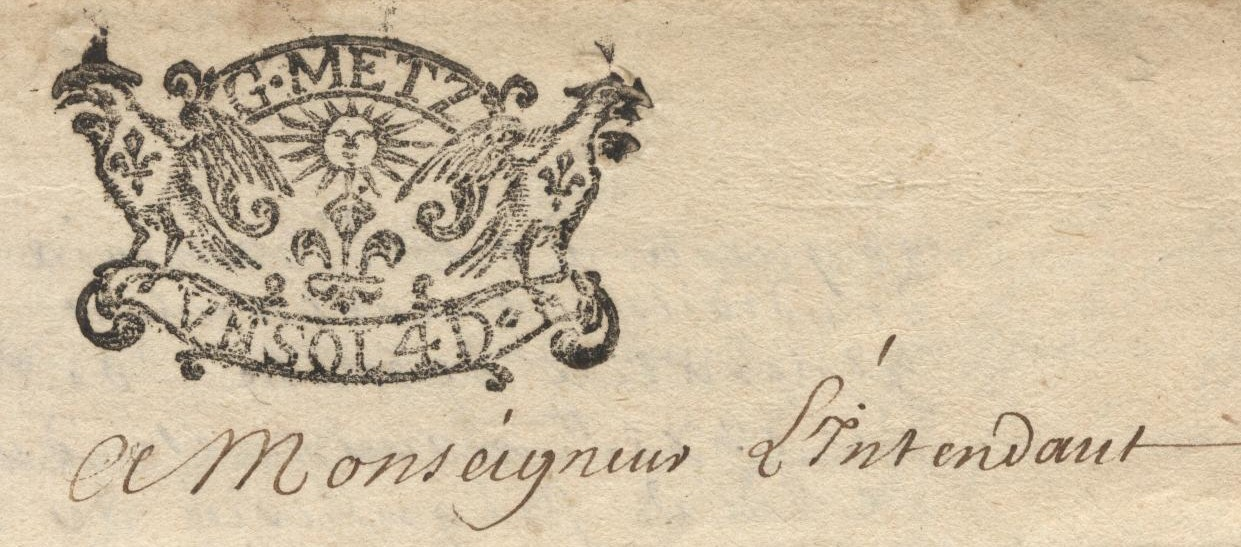
Timbre fiscal 1 sol 4 deniers de la généralité de Metz de 1733.

Ces réglements donne la composition de la généralité à la veille de la Révolution et fixe les étapes de l’élection des députés pour Versailles.
- Bailliage de Metz, 8 députés, (5 bailliages principaux réduits + 1 secondaire) ; ville de Metz, 1 député.
- Bailliage de Sedan, 4 députés, (4 bailliages principaux réduits + 2 secondaires).
- Bailliage de Toul, 4 députés, (2 bailliages principaux réduits).
- Bailliage de Verdun, 4 députés, (2 bailliages principaux réduits + 1 secondaire).
- Bailliage de Carignan, principal mais réduit à Sedan.
- Bailliage de Château-Regnault, principal mais réduit à Sedan.
- Bailliage de Clermont-en-Argonne, principal mais réduit à Verdun.
- Bailliage de Longwy, principal mais réduit à Metz.
- Bailliage de Marville, secondaire réduit à Verdun.
- Bailliage de Mohon, principal mais réduit à Sedan.
- Bailliage de Montmédy, secondaire réduit à Sedan.
- Bailliage de Mouzon, principal mais réduit à Sedan.
- Bailliage de Phalsbourg, secondaire réduit à Metz.
- Bailliage de Sarrebourg, principal mais réduit à Metz.
- Bailliage de Sarrelouis, principal mais réduit à Metz.
- Bailliage de Thionville, principal mais réduit à Metz.
- Bailliage de Vic, principal mais réduit à Toul.

## Liste des circonscriptions administratives
La généralité étant une des circonscriptions administratives majeures, la connaissance historique du territoire concerné passe par l’inventaire des circonscriptions inférieures de toute nature. Cet inventaire est la base d’une exploration des archives réparties entre les différentes Archives départementales des départements concernés par la généralité.
Cette liste est à confronter aux bailliages ci-dessus.
- Subdélégation de Dun depuis 1785
- Subdélégation de Longwy
- Bailliage de Metz
- Subdélégation de Metz
- Subdélégation de Montmédy
- Prévôté de Phalsbourg
- Subdélégation de Phalsbourg
- Prévôté de Sarrebourg
- Subdélégation de Sarrebourg
- Bailliage de Sarrelouis
- Subdélégation de Sarrelouis
- Bailliage de Sedan
- Subdélégation de Sedan
- Subdélégation de Thionville
- Bailliage de Toul
- Subdélégation de Toul
- Bailliage de Verdun
- Subdélégation de Verdun
- Bailliage de Vic
- Subdélégation de Vic